# Antuco (commune)
Pour les articles homonymes, voir Antuco (homonymie).
Antuco (eau du Soleil en mapudungun) est une commune du Chili de la Province de Biobío, elle-même située dans la Région du Biobío.

## Situation
Le territoire de la commune d'Antuco se situe dans la Cordillère des Andes. La principale agglomération, Antuco, est situé à une altitude d'environ 550 mètres dans la vallée du Rio de La Laja sur la rive sud de ce fleuve. Hormis cette vallée, le reste du territoire est constitué d'un massif montagneux dont les plus hauts sommets approchent les 4 000 mètres. La commune est située à 442 kilomètres à vol d'oiseau au sud-sud-ouest de la capitale Santiago et à 62 kilomètres à l'est de Los Ángeles capitale de la Province de Biobío.

### Démographie
En 2012, la population de la commune d'Antuco s'élevait à 4 093 habitants. La superficie de la commune est de 1 884 km2 (densité de 2 hab./km2),.

## Histoire
Le territoire de la commune d'Antuco fait partie de celle de Quilleco jusqu'en 1979. L'agglomération d'Antuco acquiert le statut de ville en 1874. En 1820 et 1835 la commune est dévastée par les éruptions du volcan Antuco. La commune d'Anteco est créée en 1979. Le 15 mai 2005, 45 soldats d'un bataillon de l'armée chilienne, participant à une marche d'entrainement au pied du volcan Antuco, décèdent victimes du froid dans une violente tempête de neige (tragédie d'Antuco).

## Patrimoine naturel
Sur le territoire de la commune d'Antuco se trouvent le lac Laja, le parc national Laguna del Laja (11 600 ha), une partie de la réserve nationale de la Ñuble (75 078 ha) ainsi que les stratovolcans Antuco (volcan actif culminant à 2 979 m) et Sierra Velluda (3 585 m).

Position de Antuco (en rouge) au sein de la Région du Biobío.